# Wroughton
Wroughton est un village et une paroisse civile du Wiltshire, en Angleterre. Il est situé dans le nord-est du comté, au bord des Marlborough Downs (en) et à 3,5 km au sud du centre-ville de Swindon. Administrativement, il relève du borough de Swindon. Au recensement de 2011, la paroisse civile de Wroughton, qui comprend également le village voisin de North Wroughton et les hameaux d'Elcombe et Overtown, comptait 8 033 habitants.

## Étymologie
Wroughton provient du vieil anglais tūn, qui désigne une ferme, suffixé au nom celtique Worf désignant la rivière Ray (en) (un affluent de la Tamise qui prend sa source à Wroughton). Le village est attesté sous le nom de Wervetone dans le Domesday Book, à la fin du XIe siècle.

## Histoire
En 825, le roi du Wessex Ecgberht bat son homologue de Mercie Beornwulf à la bataille d'Ellendun, près de Wroughton. Cette victoire met un terme à la domination mercienne sur le sud-est de l'Angleterre.
La base aérienne RAF Wroughton (en) est opérationnelle de 1940 à 1979. Depuis sa fermeture, ses bâtiments abritent une partie des collections du Science Museum de Londres. C'est également là qu'est tournée l'émission de télévision The Grand Tour.

## Personnalités liées
- La poétesse Fiona Benson (en) est née en 1978 à Wroughton.
- L'homme politique Geoffrey Cox est né en 1960 à Wroughton.
- Le footballeur John Trollope est né en 1943 à Wroughton.

## Jumelages
- Saint-Germain-lès-Corbeil (France) depuis 1987